# Landtong Rozenburg

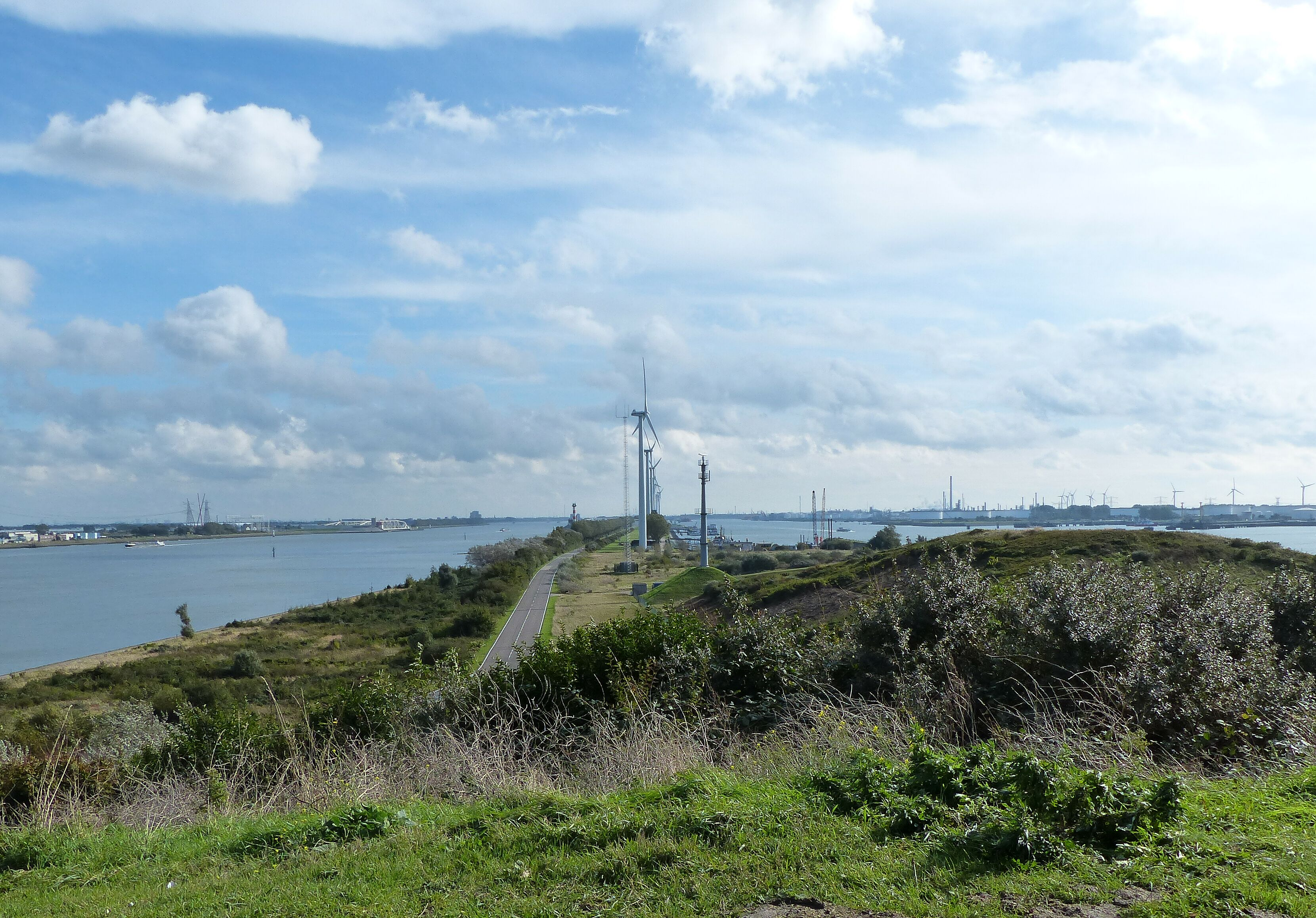
Zicht richting Rozenburg vanaf het meest westelijke punt van de Landtong

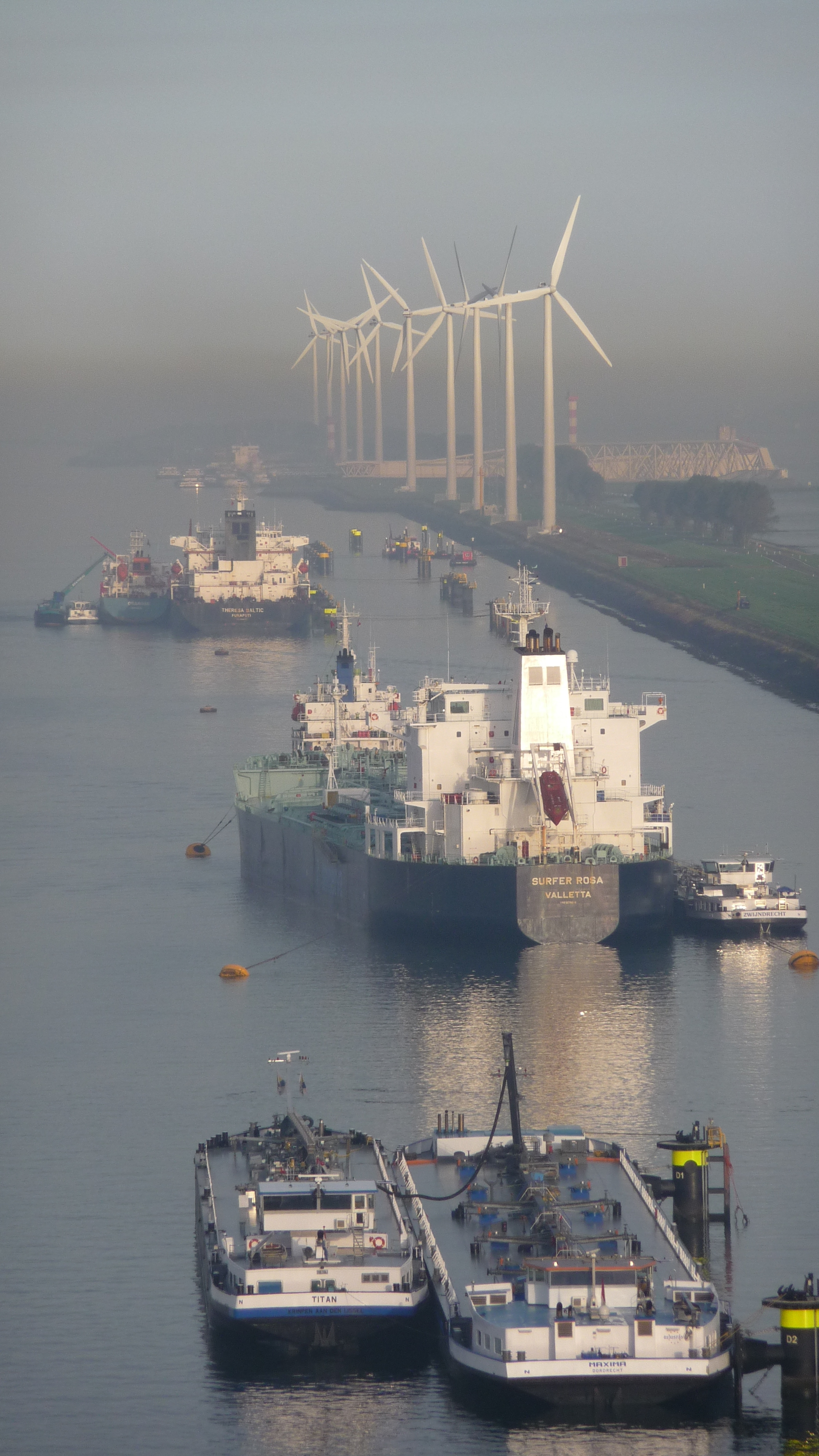
Schepen afgemeerd in het Calandkanaal langs de Landtong met in de verte de Maeslantkering

De Landtong Rozenburg is een deel van het voormalige Nederlandse eiland Rozenburg. Bij de aanleg van het Calandkanaal en Europoort werd een groot deel van het eiland vergraven en kreeg de landtong zijn huidige vorm; een smal schiereiland met een lengte van zo'n tien kilometer dat 60 hectare beslaat. Het is een aanvankelijk aan spontane landschapsontwikkeling overgelaten groene enclave in het Rotterdamse havengebied. Vanaf deze landtong is onder andere zicht op Maassluis, olieopslagbedrijven, havens, het Calandkanaal en de druk bevaren Nieuwe Waterweg. Op het meest westelijke punt is een uitkijkheuvel met zicht op de Splitsingsdam in de Maasmonding, de Maasvlakte en Hoek van Holland. Het gebied is toegankelijk per auto, er ligt een fietspad en er zijn struinpaden.
Het gebied is eigendom van het Havenbedrijf Rotterdam, Rijkswaterstaat en de gemeente Rotterdam, het beheer wordt gevoerd door Stadsbeheer Rotterdam.

## Geschiedenis
Tot 1872 voeren vissers en handelsschepen uit de Maassteden over de rivieren het Scheur en Brielse Maas richting Noordzee. De havens groeiden, daarom werd de Nieuwe Waterweg gegraven die ook voor de grootste schepen een rechtstreekse toegang tot Rotterdam verzekerde. Na de Tweede Wereldoorlog werden ten zuiden van het Scheur veel nieuwe havens met petrochemische industrie aangelegd op onder meer Rozenburg, een eiland dat voornamelijk uit akkerland bestond en werd omringd door schorren en slikken. Om de uitbreidingen mogelijk te maken moesten de vierhonderd inwoners van Blankenburg hun dorp gedwongen verlaten. Bij de zee lag natuurgebied De Beer, een vogelreservaat van 1300 hectare dat in 1964 moest verdwijnen.
Om de steeds grotere zeeschepen te faciliteren werden vanaf de jaren 1970 de Rotterdamse havens nog verder naar de Noordzeekust verplaatst. De Zevende Petroleumhaven en het Calandkanaal werden gegraven. Grond die elders vrijkwam werd deels op de Landtong gedeponeerd, hierdoor kreeg het gebied een duinachtig reliëf. Er werd verder plaats gevonden voor lichtopstanden, een radarpost, een educatief informatiecentrum over de Rotterdamse haven en een sleepboothaven. Doordat er gas- en olieleidingen in de grond liggen is bebouwing op veel plaatsen niet mogelijk. De gronddepots ontwikkelden zich in enkele decennia spontaan tot een ruig landschap met een interessante natuurwaarde. 
Het zuidelijke landhoofd van de in 1997 gereed gekomen Maeslantkering bevindt zich op de Landtong. Van daar, tot de Calandbrug bij Rozenburg en verder tot aan de Hartelkering, is in het kader van de Europoortkering een dijk op Deltahoogte aangelegd.
In 2007 werden windmolenpark met tien turbines op de Landtong geplaatst, in 2015 kwamen er nog twee bij. De oudsten werden in 2021 gesloopt en vervangen door negen exemplaren van grotere afmeting en capaciteit. De hiervoor noodzakelijke kap van vijf grote bomen en 1700 m² struikgewas wordt gecompenseerd door nieuwe aanplant.
Van 2008 tot 2021 was er vanaf de Scheurhaven, vlak bij de kop van de landtong, een RET Fast Ferry veerverbinding voor voetgangers en tweewielers met Hoek van Holland en de Tweede Maasvlakte.

## Compensatie natuur
In de jaren 1990 werd afgesproken dat er ter compensatie van de aanleg van de Tweede Maasvlakte 750 hectare natuur- en recreatiegebied zou worden ontwikkeld in het Rotterdamse havengebied. Landtong Rozenburg maakt hier deel van uit. De aanleg van deze nieuwe natuur is gerealiseerd door een samenwerkingsverband van de rijks- en regionale overheiden. In 1999 werd een deel van de Landtong in beheer gegeven aan ARK Natuurontwikkeling, het zou gaan dienen als een van de voorbeeldgebieden van het project Nieuw Rotterdams Peil van het Wereld Natuur Fonds. 

### Oevers

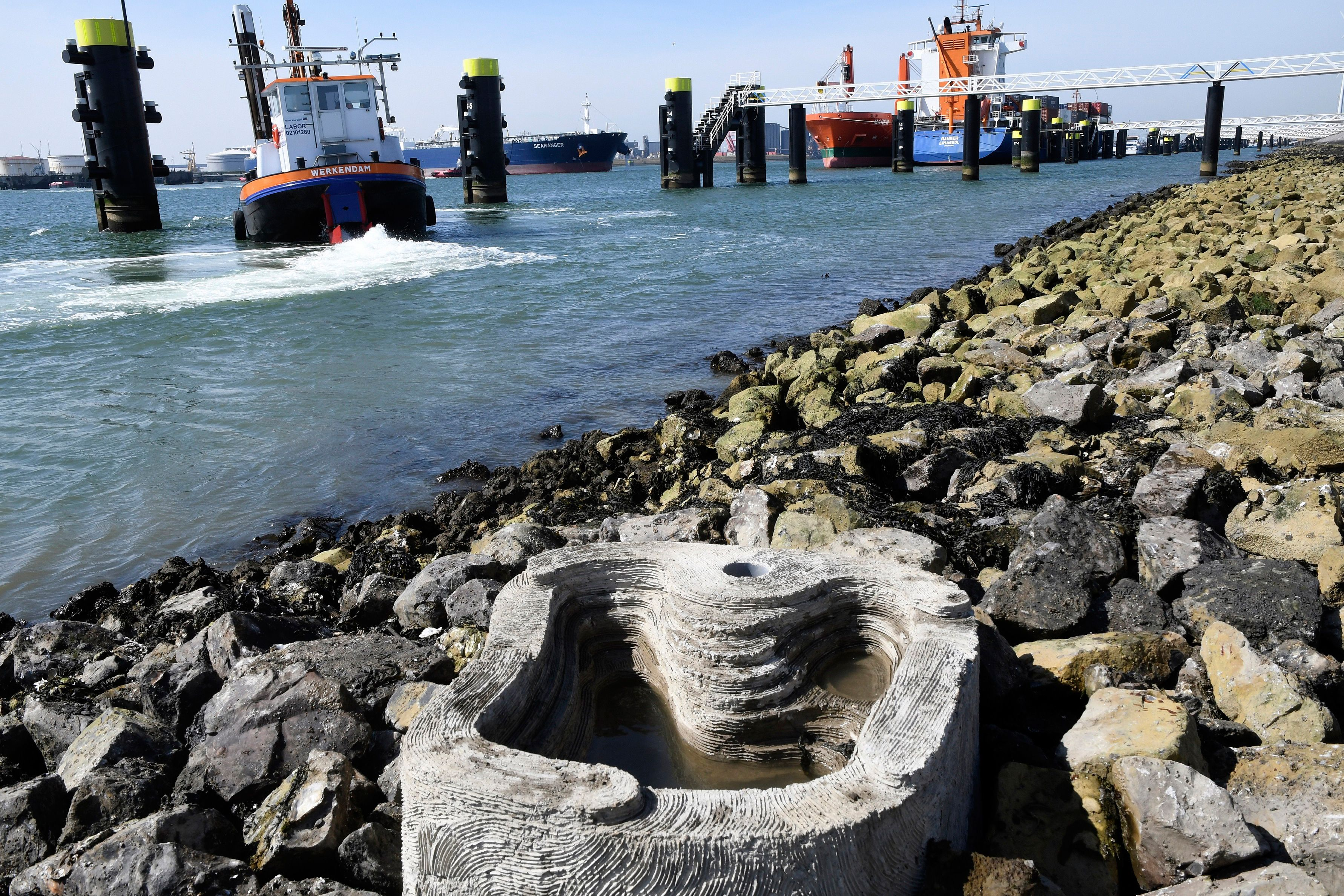
Getijdenpoel

In 2018 heeft het Rotterdamse havenbedrijf aan de stenige oever van het Calandkanaal langs de Landtong zestien kleine speciaal ontworpen betonnen getijdenpoelen laten plaatsen ter verbetering van de biodiversiteit ter plekke.
Ook de oevers van het Scheur en de Nieuwe Waterweg bestaan vooral uit steile taluds en stenige bodems. Begin jaren 2020 zijn er op honderd meter afstand van de oever evenwijdig liggende 'langsdammen' van afgedankte rioolbuizen aangelegd. De stenige bodem ertussen werd opgehoogd met grond. Omdat er om de tachtig à honderd meter een krib ligt ontstonden zo ondiepe 'kommen'. Het zijn slikachtige plekken waar zoutminnende planten zich kunnen vestigen. Als het water door de getijdewerking van de Noordzee hoog staat, kunnen vissen er foerageren en rusten. Als het waterpeil daalt kunnen steltlopers er eten zoeken. De totale lengte van deze ingreep om de oevers natuurvriendelijker te maken bedraagt ongeveer vier kilometer.

### Zwaluwwand

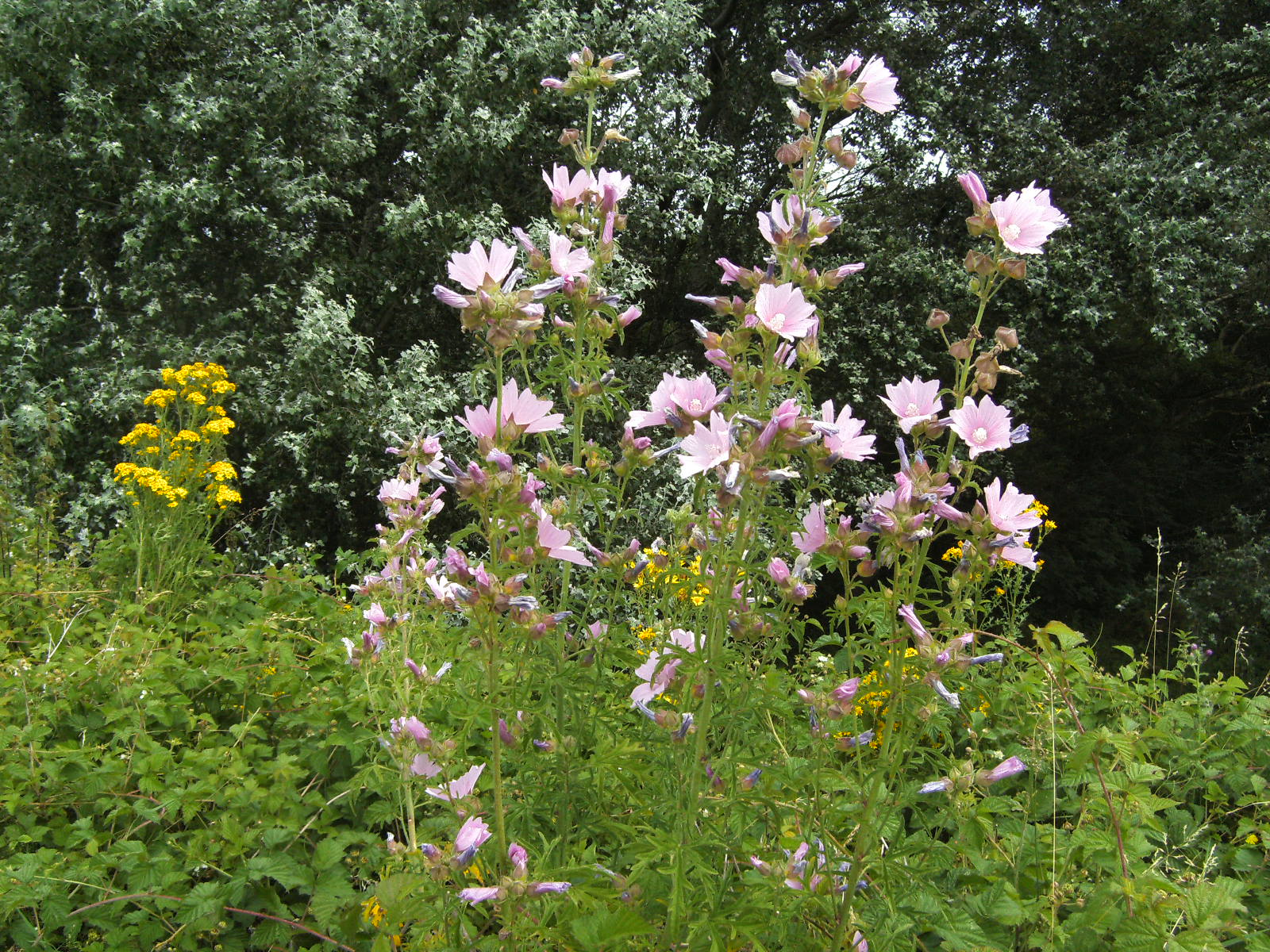
Muskuskaasjeskruid op de Landtong

In de helling van een gronddepot bevindt zich een tientallen meters lange steilrand. Hierin maken vanaf begin april oeverzwaluwen een nestgang. In de loop van het voorjaar sluiten zich steeds meer paartjes aan bij deze broedkolonie. In 2010 werden er ruim driehonderd nestgaten geteld. Dit is een van de weinige plekken op de Landtong waar een bordje 'geen toegang' staat, maar de wand is vanaf de Noordzeeweg goed te zien.

### Beheer
Bij het beheer van grote delen van de Landtong worden grote grazers ingezet. Een steile en diepe greppel langs de weg voorkomt dat het vee zich tussen de auto's begeeft. De Schotse hooglanders, en tot 2016 ook konikpaarden, geven samen met de wilde konijnen, grotendeels vorm aan het landschap. Er blijven open weides, afgewisseld met ruigtes, struwelen en geboomte in een afwisselend landschap met duintjes en kleine moerasgebieden. Het vee zorgt op sommige plaatsen voor verschraling en elders voor bemesting. De extensieve jaarrondbegrazing maakt, naar het zich laat aanzien, het nauwelijks nodig te snoeien of te maaien. Op de Landtong is te zien hoe op grotendeels natuurlijke wijze een duin- en rivierbos ontstaat. In het gebied worden regelmatig excursies en buitenlessen voor scholieren gegeven.
Door meer variatie in het gebied nam het aantal soorten vogels, planten en insecten de toe. De Landtong is een van de vlinderrijkste gebieden van Zuid-Holland. De bijenorchis en de moeraswespenorchis hebben er een plek gevonden.

## Recreatie
Het eerste gedeelte van de Landtong, net ten westen van het dorp Rozenburg, bestaat uit een voormalige vuilstort. Hier zijn een paardenmanege, een hondentrainingsbaan en een mountainbikeparcours gevestigd. Ook is er een bezoekerscentrum van de Rotterdamse haven. In 2013 werd er het Calandpark voor natuurrecreatie aangelegd. Wat verderop in het natuurgebied is een vliegveld voor modelvliegtuigen gelegen. Op de kop van de Landtong, ter hoogte van Hoek van Holland is een uitzichtpunt waarlangs de scheepvaart van en naar de Eurogeul passeert. 

## Afbeeldingen

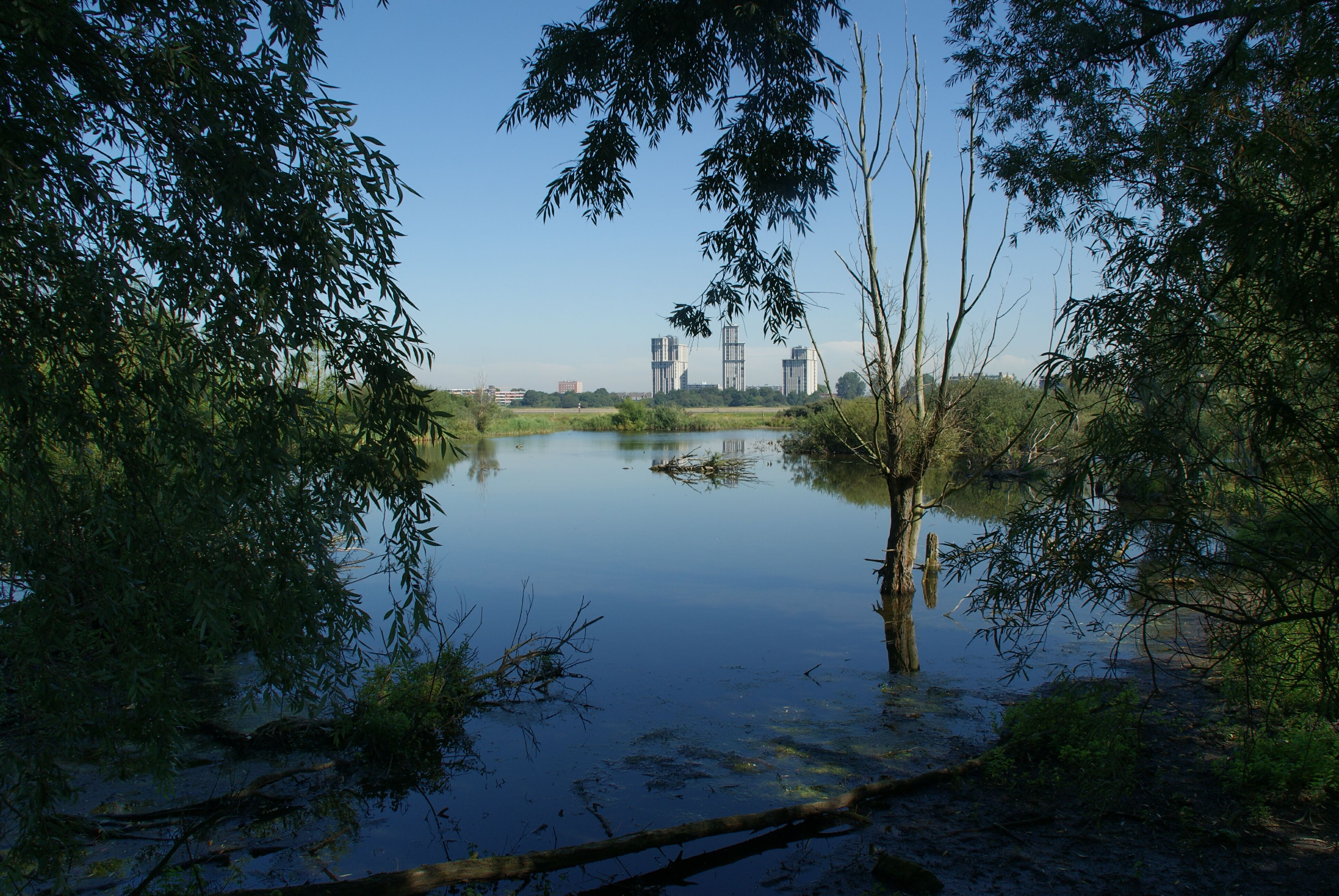
Ooibosvorming
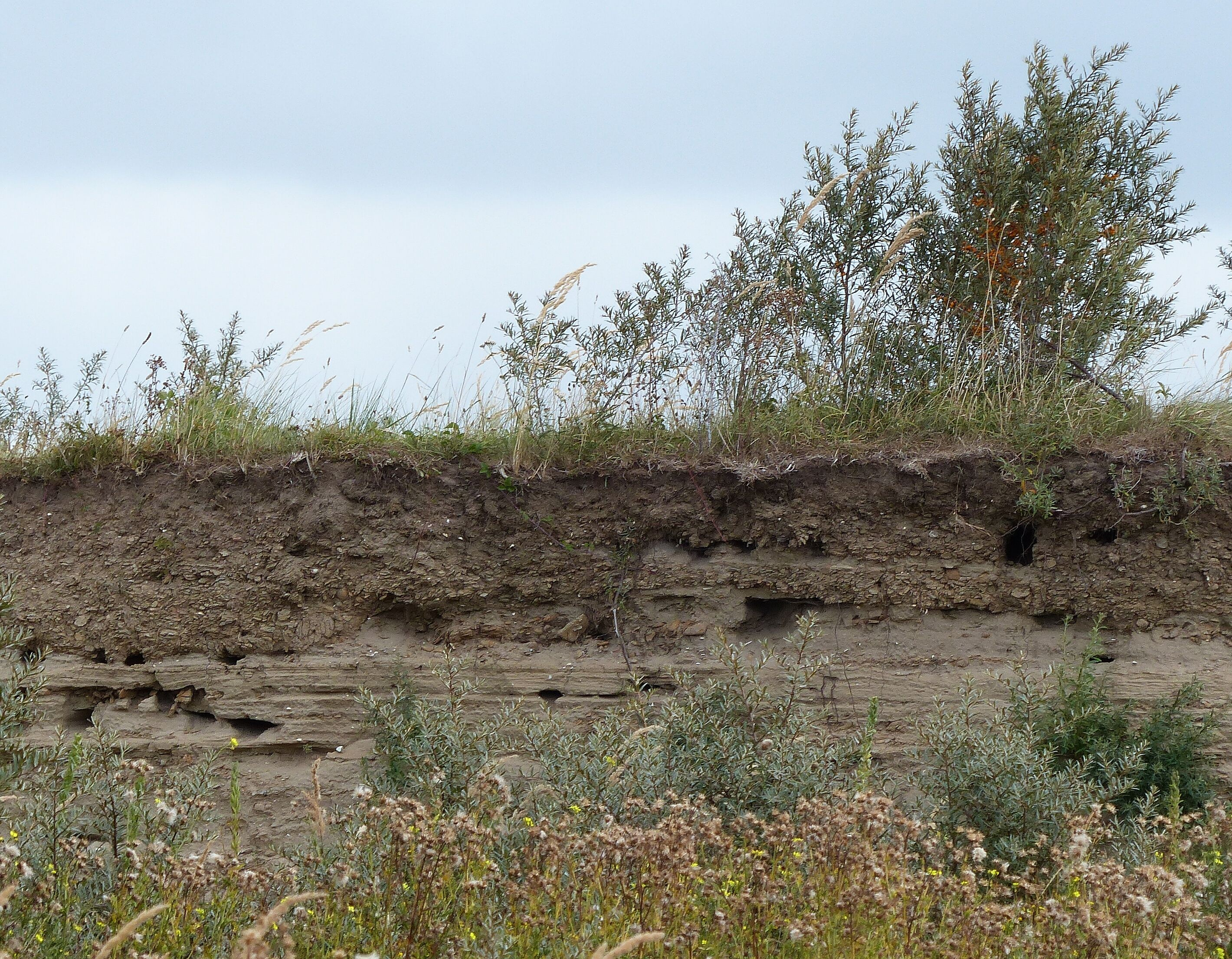
Oeverzwaluwwand
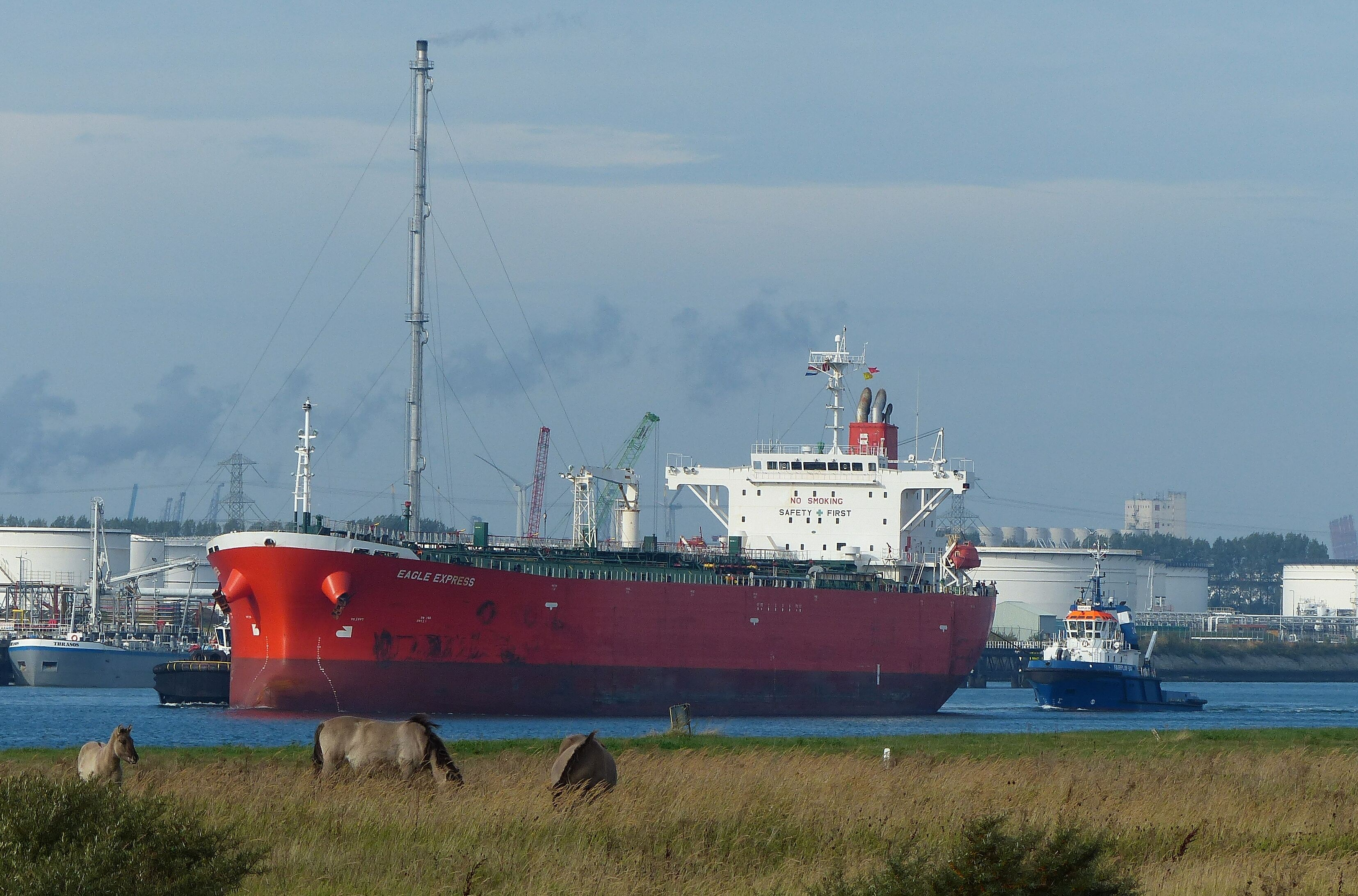
Konikpaarden
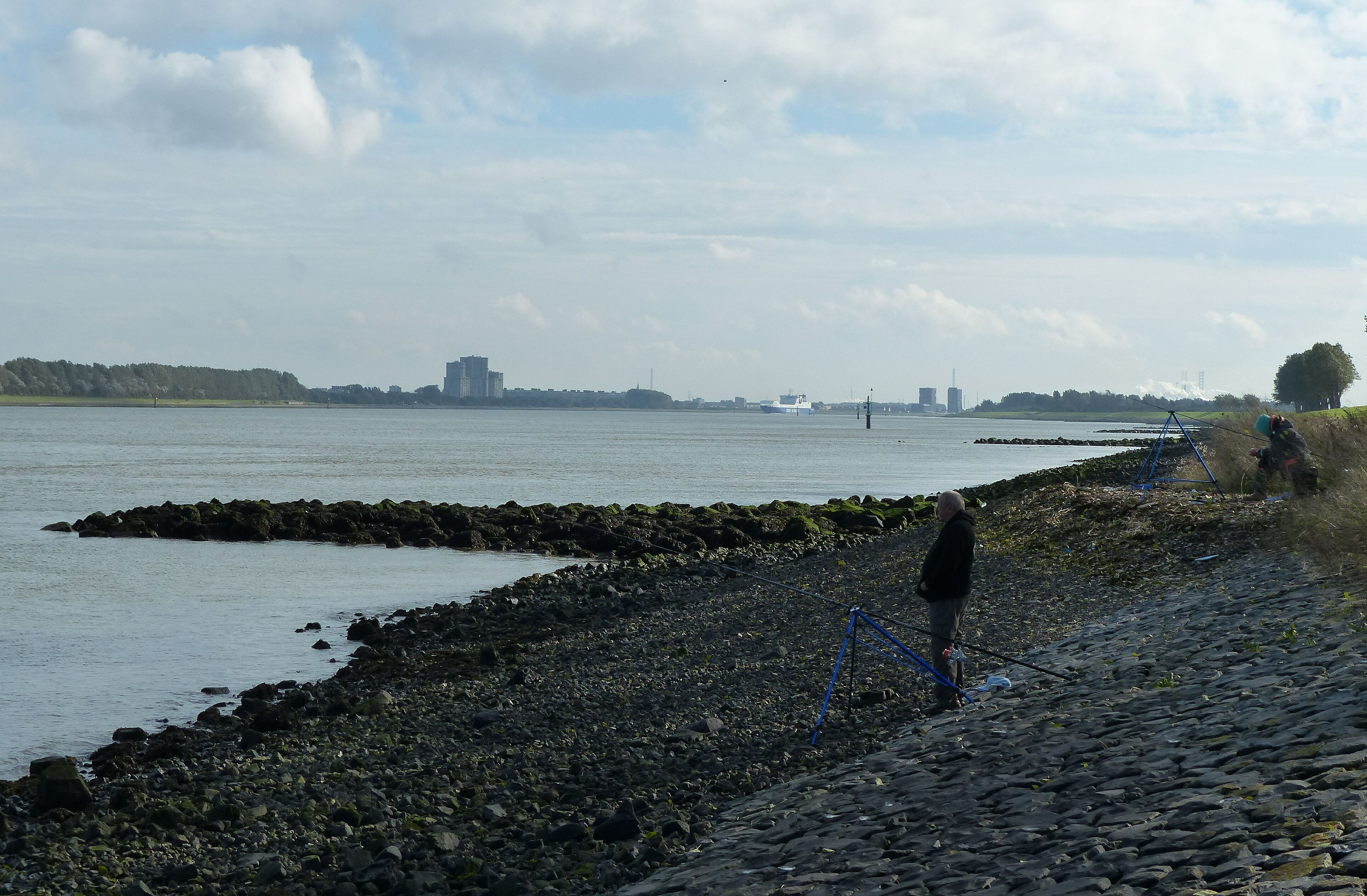
Kribben in het Scheur
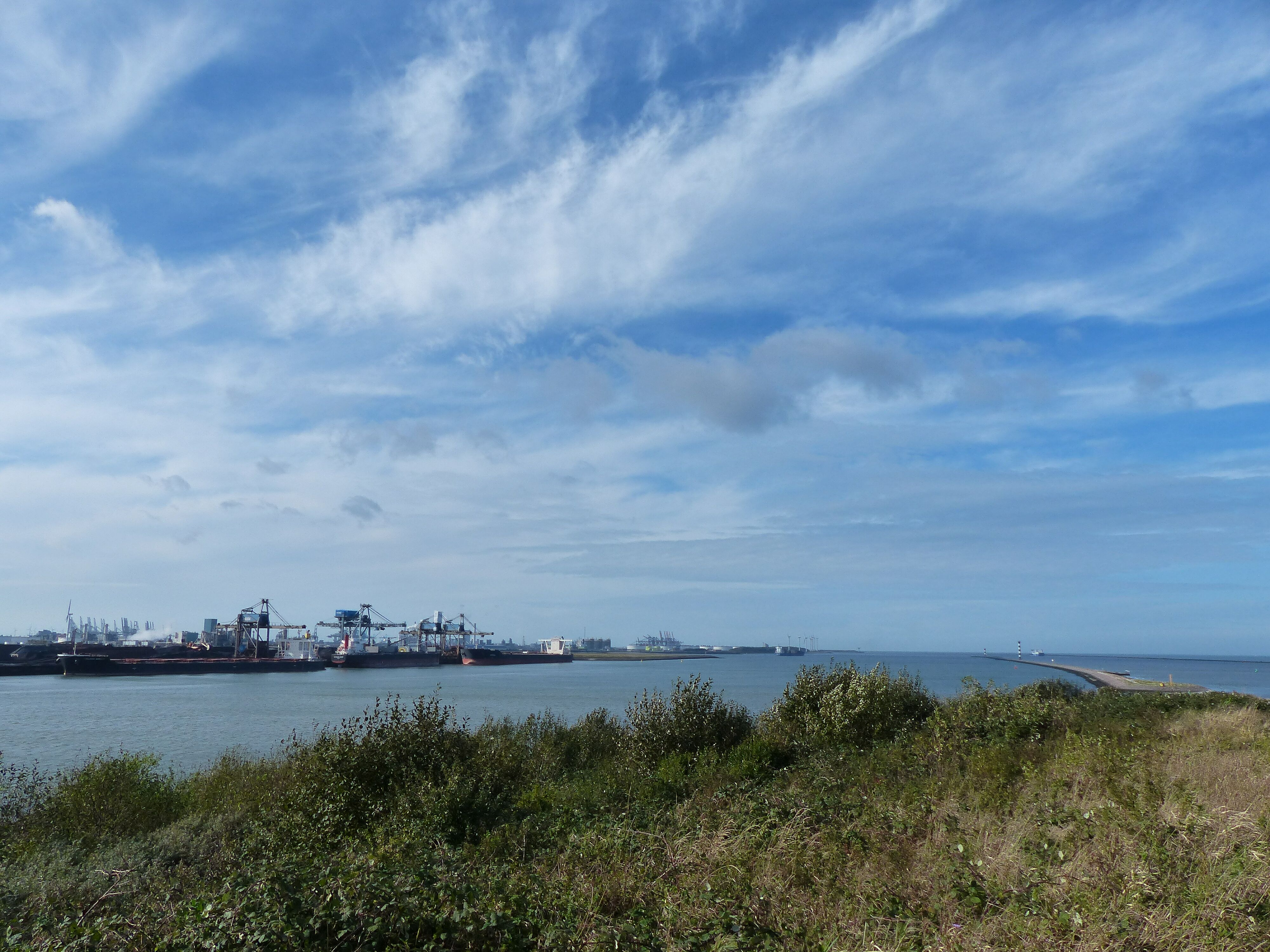
Kop van de Landtong